# Исторические Нидерланды

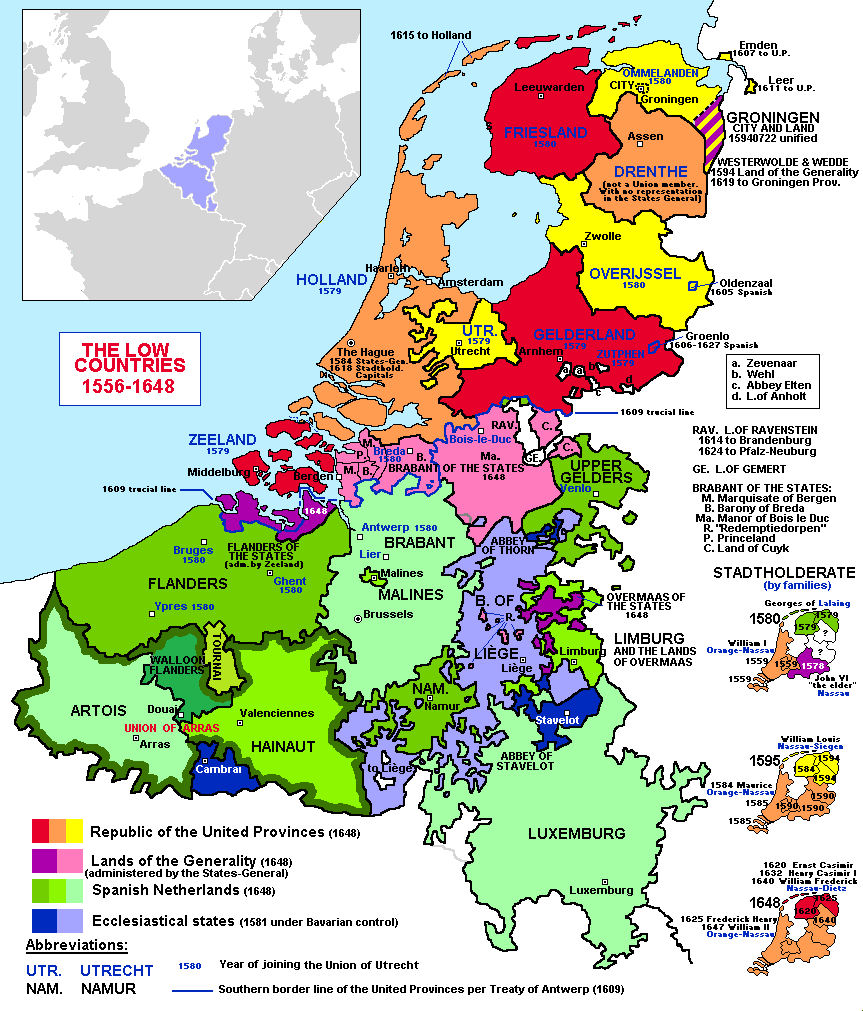
Нижние земли в 1556—1648 годах

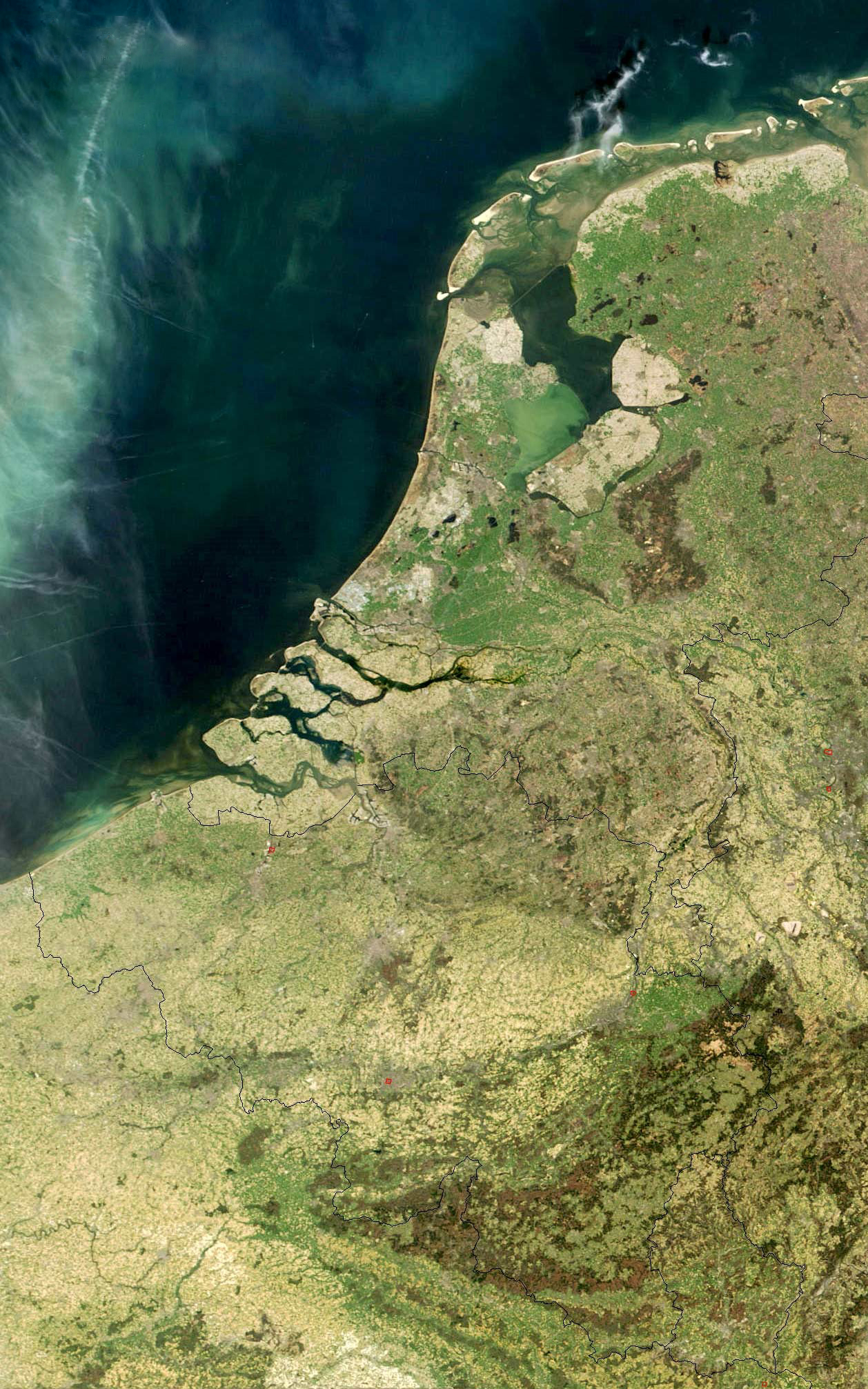
Нижние земли из космоса

Нидерла́нды (нидерл. Nederlanden, букв. «нижние земли», также нидерл. Lage Landen) — термин для обозначения совокупности исторических государственных образований в нижнем течении и в дельтах западно-европейских рек Рейн, Шельда и Маас: Фландрии, Голландии, Брабанта, Эно, Намюра, Зеландии, Лимбурга, Артуа, Люксембурга, сеньорий Гронинген, Утрехт, Мехелен, Турне, Льежского епископства и др. Таким образом, границы исторической области Нидерланды охватывали территорию, соответствующую современным Бельгии, Нидерландам, Люксембургу и (частично) северной Франции.
Изначально термин относился только к низменным германским областям (Нижняя Германия) и употреблялся в противопоставлении «высоким», т.е. Верхним Землям. С XVI века название начинает относиться к таким регионам как Фландрия, Голландия, Брабант и другим землям, исторически считавшимся «нижними землями» (Нидерландами).
Границы политических образований на территории исторических Нидерландов на протяжении столетий неоднократно менялись. Традиционно причисляемые к историческим Нидерландам области в разное время принадлежали Бургундскому герцогству, Священной Римской империи, французским и испанским королям и др.
Границы современного государства Нидерланды охватывают ареал исторических Нидерландов лишь частично.